# Teruhisa Yamamoto

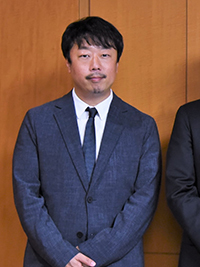
Teruhisa Yamamoto

Teruhisa Yamamoto (jap. 山本輝久, Yamamoto Teruhisa; * 1981 in der Präfektur Hyōgo), auch unter dem Namen Akihisa Yamamoto (jap. 山本明久, Yamamoto Akihisa) bekannt, ist ein japanischer Fernseh- und Filmproduzent. Seit Mitte der 2010er-Jahre hat er an über einem Dutzend Fernseh- und Filmprojekten mitgewirkt. Für die Produktion des Spielfilms Drive My Car  (2021) wurde er für einen Oscar nominiert.

## Leben und Wirken

### Anfänge beim Fernsehen
Teruhisa Yamamoto wurde nordwestlich von Osaka auf der Insel Honshū geboren. Gegen Mitte der 2010er-Jahre begann er als Produzent im japanischen Fernsehen Fuß zu fassen. Sein Debüt als verantwortlicher Produzent gab er mit der Fernsehserie Massan (2014), der weitere Serien und Mehrteiler folgten. Auch war Yamamoto an Dokumentarformaten für das Fernsehen beteiligt.
Im Jahr 2021 wirkte er als Produzent an der zweiten Staffel der Netflix-Produktion Der nackte Regisseur mit, die das Leben des japanischen Pornofilmregisseurs Toru Muranishi zum Thema hat.

### Arbeit im Kino und Erfolg mit »Drive My Car«
Im japanischen Kino arbeitete Yamamoto mit den preisgekrönten Spielfilmregisseuren Kazuya Shiraishi (Birds Without Names, 2017), Ryusuke Hamaguchi (Asako I & II, 2018) und Kiyoshi Kurosawa (Wife of a Spy, 2020) zusammen. Größere internationale Bekanntheit brachte ihm Hamaguchis Kinofilm Drive My Car (2021) ein. Das Beziehungsdrama basiert auf einem Kurzgeschichtenband von Haruki Murakami, dessen Romane Yamamoto seit der Mittelschule verehrt. Ursprünglich hatte er geplant, auch eine Romanverfilmung des bekannten Schriftstellers zu produzieren. Regisseur Hamaguchi, auf den Yamamoto durch den Spielfilm Passion (2008) aufmerksam geworden war, überzeugte ihn jedoch stattdessen eine Kurzgeschichte von Murakami auszuwählen.
Drive My Car erhielt viel Lob seitens der Fachkritik und wurde bis 2022 für mehr als 160 internationale Film- bzw. Festivalpreise nominiert, von denen das Werk mehr als 60 gewinnen konnte. Zu den erhaltenen Auszeichnungen gehörten u. a. der Golden Globe Award als Bester fremdsprachiger Film, der British Academy Film Award als Bester nicht-englischsprachiger Film sowie die Preise der Filmkritikervereinigungen von New York, Los Angeles und der National Society of Film Critics jeweils als bester Film. Bei der Oscarverleihung 2022 folgten vier Nominierungen, darunter für Yamamoto für den Besten Film. Er ist der erste japanische Filmproduzent, der in dieser Kategorie berücksichtigt wurde. Yamamoto führte den Erfolg des Films darauf zurück, dass zur Veröffentlichung von Drive My Car weltweit viele Spannungen aufgrund der COVID-19-Pandemie und Umweltfragen geherrscht hätten und die Geschichte daher die Menschen besonders berührt habe.
Bis zum großen Erfolg von Drive My Car trat er unter dem Namen Akihisa Yamamoto in Erscheinung.
Im Jahr 2022 wurde er gemeinsam mit Hamaguchi in die Academy of Motion Picture Arts and Sciences (AMPAS) berufen, die alljährlich die Oscars vergibt.

## Filmografie (Auswahl)
- 2014: Massan (TV-Serie)
- 2014: Arasaachan mushûsei (TV-Mehrteiler, 11 Folgen)
- 2015: Watashi wo Mitsukete (TV-Mehrteiler, 4 Folgen)
- 2016: Sono 'Okodawari' Watashi ni mo Kure yo!! (TV-Dokumentarserie, 11 Folgen)
- 2017: Yamada Takayuki no Cannes Eigasai (TV-Dokumentarserie, 12 Folgen)
- 2017: Hiyokko (TV-Serie, 5 Folgen)
- 2017: Meishi Game (TV-Mehrteiler, 4 Folgen)
- 2018: Yakeni ben no tatsu bengoshi ga gakkou de hoeru (TV-Mehrteiler, 6 Folgen)
- 2020: Wife of a Spy (スパイの妻, Supai no tsuma)
- 2020: Piple: AI to Kekkon Seikatsu Hajimemashita (TV-Mehrteiler, 8 Folgen)
- 2021: Der nackte Regisseur (Zenra kantoku; TV-Serie, 8 Folgen)
- 2021: Drive My Car (ドライブ・マイ・カー, Doraibu mai kā)
- 2021: Wir konnten nicht erwachsen werden (Otona ni narenakatta)

## Auszeichnungen (Auswahl)
- 2021: Asia Pacific Screen Award – Bester Film (Drive My Car)
- 2021: Gotham Award – Bester internationaler Film (Drive My Car)
- 2022: British Academy Film Award – Bester nicht-englischsprachiger Film (Drive My Car)
- 2022: Oscar-Nominierung – Bester Film (Drive My Car)